# エージェント6
『エージェント6』(英語: Agent 6)は、2011年7月7日に出版されたトム・ロブ・スミスの長編小説である。

## あらすじ
1950年のモスクワでポリーナ・ペシコーワという女性の日記が発見され、レオ・デミドフがそれに目を通す。新人の部下グリゴリの指導をする所から物語は始まる。レオの妻ライーサと養女エレナはニューヨークで開催される国連主催の合唱会に参加する事になった。共産党員だったジェシー・オースティンは群衆の前で演説し、非難を浴びる。その後、彼は何者かによって殺害され、FBIの刑事ジム・イェーツが捜査を始める。
1980年、レオはソ連軍特別顧問として戦時下のアフガニスタンに派遣される。妻ライーサが何者かに殺害されたと聞かされた彼は薬物中毒になってしまう。そこで彼はナラ・ミールという女性と知り合い、彼女はレオの教え子となって対ソ協力の仕事を始める。
村の共同体で裏切り者として処刑されるところだったナラを助ける為に、レオは村を統治していた武装組織ムジャヒディンに対してソ連を裏切る様な提案をする。彼はナラと戦災孤児となったザビを引き受ける積もりでいた。命懸けで国境を越えてパキスタンに入国、そこでレオはCIA職員のマーカス・グリーンと面会し、交渉の末にアメリカへの亡命の提案を受け入れさせた。
渡米後、レオはグリーンと再会し、早くソ連に帰国しないと二人の養女の身に危険が及ぶと警告される。ジェシー・オースティンの事件を調べている中でレオは妻ライーサが誰によって殺害されたのかを知る。そしてレオは二人の養女を守る為にモスクワに帰り、監獄で二人の養女エレナとゾーヤに再会するのであった。

## 登場人物
レオ・ステパノヴィッチ・デミドフ
国家保安庁の職員。
ライーサ
レオの妻。
ゾーヤ
レオの養女。
エレナ
レオの養女。
グリゴリ・セミチャツニー
新人でレオの部下。
ミハイル・イワノフ
ソ連宣伝省の職員。
アントン・ワシチェンコ
ソ連軍大尉。
ナラ・ミール
アフガニスタンの国家情報局の訓練生。
ファハド・モハンマド
反政府武装組織ムジャヒディンの兵士。
ザビ
アフガニスタン人少女。
マーカス・グリーン
CIAのアフガニスタン常駐員。
アブドゥル・サラーム
パキスタン軍の統括情報局員。
ジェシー・オースティン
アフリカ系アメリカ人の歌手で共産主義者。
アンナ
ジェシーの妻。
オシップ・ファインスタイン
ウクライナ生まれのユダヤ人で、1934年にニューヨークに移住した旅行代理店の経営者。
ジム・イェーツ
FBIの捜査官。

## 備考
TBSラジオ森本毅郎・スタンバイ!で2011年9月1日に紹介された。